# 艾迪爾 (喬治亞州)
艾迪爾（英語：Ideal）是一個位於美國喬治亞州梅肯縣的城市。

## 地理
艾迪爾的座標為32°22′23″N 84°11′20″W / 32.37306°N 84.18889°W，而該地的平均海拔高度為147米（即482英尺）。

## 人口
根據2010年美國人口普查的數據，艾迪爾的面積為3.00平方千米，當中陸地面積為3.00平方千米，而水域面積為0.00平方千米。當地共有人口499人，而人口密度為每平方千米166.33人。